# بت ایزی
بت ایزی (انگلیسی: BetEasy) (که قبلاً با نام های CrownBet و BetEzy شناخته می شد) یک کتابفروشی شرکتی استرالیا است که سیستم عامل های آنلاین و ورزشی شرط بندی مسابقه ای را ارائه می دهد. BetEasy در منطقه شمالی دارای مجوز است و متعلق به گروه ستارگان  گروپ‌استارز فعالیت می‌کند.
BetEasy شریک شرط بندی رسمی لیگ فوتبال استرالیا است و تنها کتابفروشی شرکتی است که قادر است مستقیماً از طریق برنامه های شرط بندی خود به کانالهای محبوب Sky Racing دسترسی مستقیم ارائه دهد. 